# Tatort: Kartenhaus
Kartenhaus ist ein Fernsehfilm aus der Krimireihe Tatort. Der vom WDR produzierte Beitrag wurde am 28. Februar 2016 im Ersten ausgestrahlt. In dieser 977. Tatortfolge ermitteln die Kölner Kommissare Ballauf und Schenk ihren 65. Fall.

## Handlung
Adrian Tarrach ersticht Klaus Hartmann, den Stiefvater seiner siebzehnjährigen Freundin Laura, in dessen Küche, während Hartmanns Ehefrau Carmen im Auto vor dem Haus auf ihn wartet und eine Arie aus Madame Butterfly von Giacomo Puccini hört. Adrian und Laura verlassen das Haus, Laura weiß zunächst nichts von dem Mord. Sie hatte Adrian erzählt, von ihrem Stiefvater vergewaltigt worden zu sein; eine Lüge, wie sie später zugibt. Max Ballauf und Freddy Schenk ermitteln schnell den vorbestraften Adrian als Täter, da sich dessen Fingerabdrücke an der Tatwaffe befinden. Adrian und Laura sind untergetaucht und zur Fahndung ausgeschrieben. Auf der Flucht begeht Adrian einen weiteren Mord; Laura findet zunächst Gefallen am von Bonnie & Clyde inspirierten Leben auf der Flucht und bedroht einen Spaziergänger mit einer Waffe, als der sie beim Sex in einem gestohlenen Auto ertappt. Später verstecken sich beide in einer leerstehenden Wohnung einer Kölner Hochhaussiedlung, unweit der Wohnung von Adrians Mutter, um die sich Adrian nach dem Suizid seines Bruders und dem Tod seines Vaters kümmert. Der Bruder sprang vom Hochhausdach, nachdem er vom Vater wieder einmal verprügelt worden war; der Vater stürzte betrunken vom Balkon – später gibt Adrian gegenüber Laura zu, ihn gestoßen zu haben. Tobias Reisser, der neue Kollege von Ballauf und Schenk, kann einen Anruf von Laura abfangen und sie dazu bewegen, ihren Aufenthaltsort preiszugeben. Er stürmt in die Wohnung, wird aber von Adrian überwältigt. Adrian flieht mit Laura aufs Dach, verfolgt von Schenk und Ballauf. Er gibt Laura frei und entzieht sich der Verhaftung durch einen Sprung vom Dach in den Tod.

## Hintergrund
Der Film wurde vom 30. Juni 2015 bis zum 1. August 2015 in Köln gedreht. Die Szenen in der Hochhaussiedlung entstanden in den Kölner Stadtteilen Chorweiler und Meschenich-Kölnberg.
Die Szenen im Hotelzimmer wurden in der Royal Suite im Kameha Grand Hotel aufgenommen, einem Designhotel im Bonner rechtsrheinischen Ortsteil Ramersdorf.
Die Schlussszene des Films ist mit einer Interpretation des Liedes Wonderful Life von Smith & Burrows unterlegt.

## Rezeption

### Kritiken
„Beachtlich, dass sich die Verantwortlichen dieser schön fotografierten, souverän rhythmisierten und, zugegeben, ein bisschen aufdringlich zitierenden Kölner 'Tatort'-Folge trauen, ganz der inneren Logik des Killerpärchen zu folgen. Öffentlich-rechtlicher Erklärkram bleibt weitgehend außen vor.“

„[…], Zuschauer und Kommissare wissen von Beginn an, nach wem gesucht wird: nach Adrian und Laura. Nach Bonnie & Clyde vom Rhein. Die Mitwisserschaft hat auch hier dramaturgischen Charme, man rasselt als Zuschauer mit den beiden schön langsam dem Abgrund entgegen. Und Ballauf und Schenk müssen kein einziges Mal an der Wurstbude Halt machen, um auf Eingebung hoffend in den Fluss zu blicken.“

TV Spielfilm beurteilte den Film als durchschnittlich; er biete „gute Akteure“, aber auch eine „dünne, vorhersehbare Story“. Es „bleiben nur die Szenen mit Bettina Stucky als Adrians Mutter im Gedächtnis“.

### Einschaltquote
Die Erstausstrahlung von Kartenhaus am 28. Februar 2016 wurde in Deutschland von 10,61 Millionen Zuschauern gesehen und erreichte einen Marktanteil von 28,0 % für Das Erste.

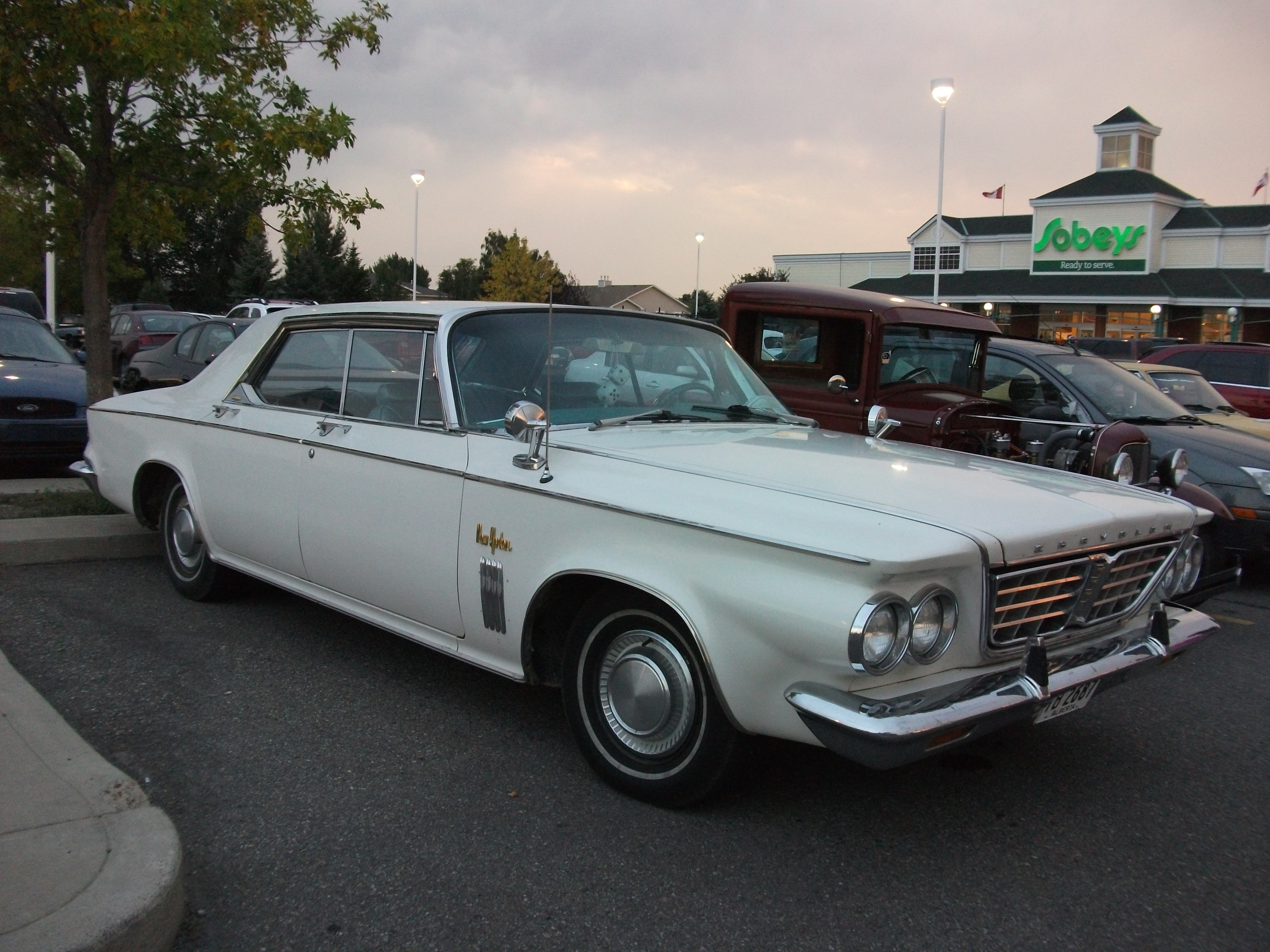
„Dienstwagen“ von KHK Schenk

## Trivia
KHK Schenks „Dienstwagen“ ist ein goldbrauner 1963er Chrysler New Yorker, dessen Kennzeichen K-FS 408H bereits in Wahre Liebe an einem anderen Dienstwagen Schenks verwendet wurde.